# 崔東原
崔 東原（チェ・ドンウォン、朝鮮語: 최동원、1958年5月24日 - 2011年9月14日）は、大韓民国釜山広域市出身の元プロ野球選手（投手）。ロッテ・ジャイアンツとサムスン・ライオンズでプレーし、ロッテで背負った背番号11は永久欠番となっている。韓国野球のレジェンドとされ、「鉄腕」のニックネームを持つ。150km/h台を超える速球と優れた球のコントロールで有名。

## 来歴
釜山の野球名門高校であった慶南高等学校に入学した。高校2年生の時、青龍旗全国高校野球選手権大会（日本の甲子園大会に相当）に出場し、大邱の強豪、慶北高校相手にノーヒットノーランを記録。その年の優勝校である善隣高校に対しては8回までノーヒットノーランを記録し話題になった。高校3年生の時は、靑龍旗大会の決勝戦で9回20奪三振で完封勝をあげ、MVPとなった。
1981年、韓国の野球史上初めてメジャーリーグからオファー(トロント・ブルージェイズ)を受けたが、兵役を終えていなかったため、メジャー入りを諦めさせられた。
1982年までアマチュア選手として活動した。
1983年、当時26歳で、釜山を縁故にしたロッテ・ジャイアンツに入団した。1年目は9勝16敗と大きく負け越した。
1984年、入団2年目は51試合に登板、27勝13敗、6セーブ、14完投、223奪三振、防御率2.40を記録し、最優秀選手に選ばれる。同年の韓国シリーズでは5試合に登板、4勝を挙げる活躍をみせてチームを初優勝に導き、「鉄腕」と呼ばれるようになった（韓国シリーズの4勝は唯一の記録である）。この年のシーズン奪三振数(223)は2021年にアリエル・ミランダが更新するまで韓国プロ野球のリーグ記録だった。
1987年まで、四年連続二桁勝利をあげた。
1988年、プロ野球選手の待遇改善のため、自ら選手協会をつくり活動した。ヘテ・タイガースの投手金大鉉（キム・デヒョン）が不意の事故で死んだが、球団から何の援助も受けず、家族が経済難に陥っていることに驚いたという。当時、年俸トップの彼が選手協会を作り、選手たちの待遇の改善のために砕身したのは異例のことであった。これには反発も多く、韓国プロ野球連盟からは選手としての引退勧告を受けるなどした。
1989年サムソンライオンズに移籍したがあまり活躍できず、翌1990年32歳で引退した。
1991年にアメリカに渡り、指導者研修を受けた。同年に民主党公認で釜山市議会議員選挙に出馬したが、落選した。
2001年、ハンファ・イーグルスの投手コーチに就任したが1シーズンで退任。
2005年にハンファのコーチへ復帰。投手コーチや二軍監督を務め、2008年に退団。
2011年9月14日、大腸がんのため死去。同年9月30日、ロッテ時代に着けていた背番号11はロッテ・ジャイアンツの永久欠番に指定された（当時背番号11は李貞旼がつけていた）。2015年3月28日、ロッテ・ジャイアンツのシーズン開幕戦で崔東原の母親が始球式を務めた。

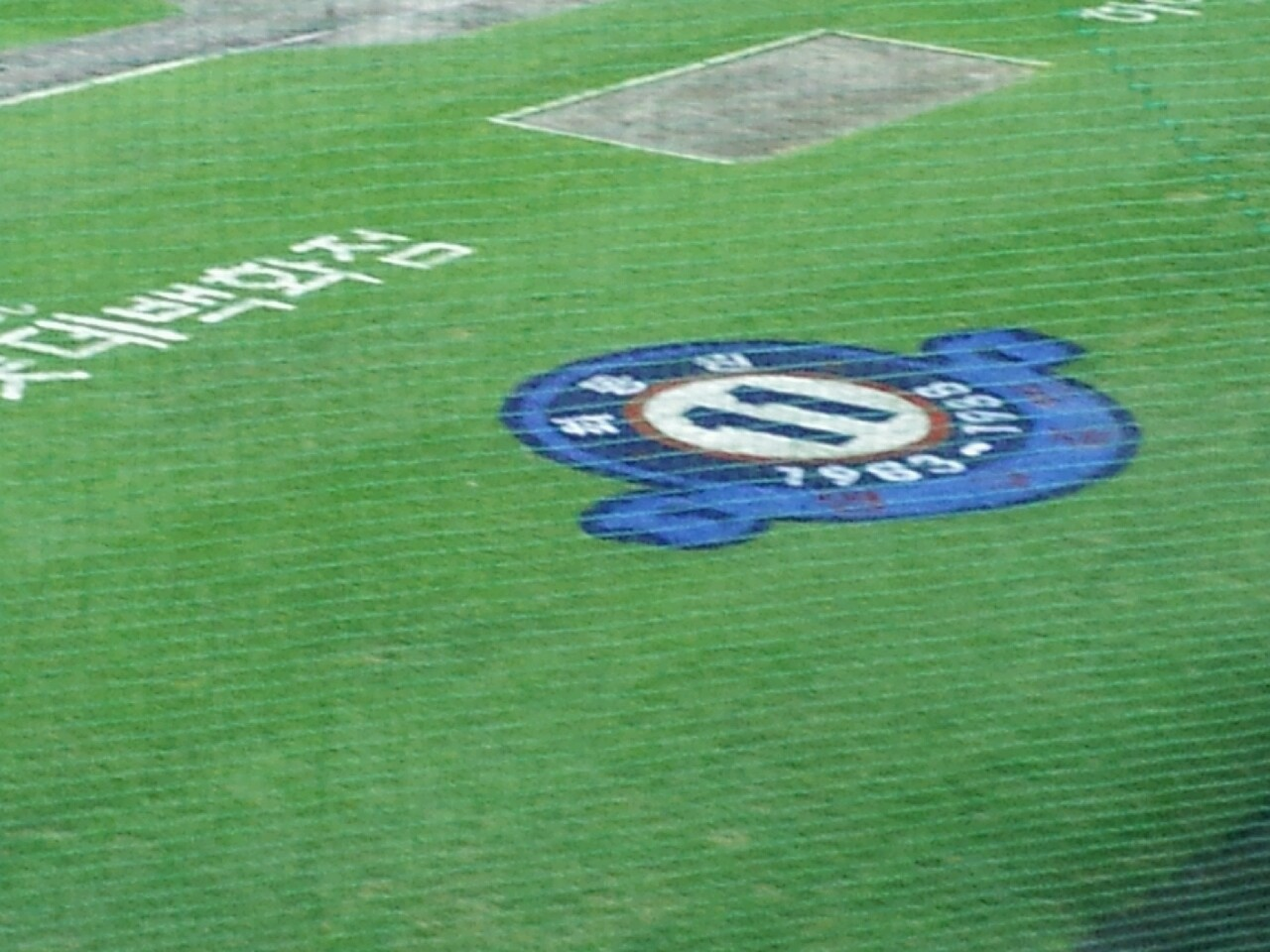
ロッテ・ジャイアンツの永久欠番(11)

亡くなった直後の2011年12月21日、かつてのライバル・宣銅烈との戦いを映画化した「パーフェクトゲーム」が公開される。崔東原役はチョ・スンウが務めた。
2014年、その年のKBOリーグで最も活躍した投手に贈られる賞として、その名を冠した崔東原賞が創設された。

## 詳細情報

### 年度別投手成績
| 年 度    | 球 団    | 登 板 | 先 発 | 完 投 | 完 封 | 無 四 球 | 勝 利 | 敗 戦 | セ 丨 ブ | ホ 丨 ル ド | 勝 率 | 打 者 | 投 球 回 | 被 安 打 | 被 本 塁 打 | 与 四 球 | 敬 遠 | 与 死 球 | 奪 三 振 | 暴 投 | ボ 丨 ク | 失 点 | 自 責 点 | 防 御 率 | W H I P |
| -------- | -------- | ----- | ----- | ----- | ----- | -------- | ----- | ----- | -------- | ----------- | ----- | ----- | -------- | -------- | ----------- | -------- | ----- | -------- | -------- | ----- | -------- | ----- | -------- | -------- | ------- |
| 1983     | ロッテ   | 38    | 21    | 16    | 1     | 2        | 9     | 16    | 4        | 0           | .360  | 863   | 208.2    | 202      | 17          | 51       | 2     | 8        | 148      | 3     | 0        | 89    | 67       | 2.89     | 1.21    |
| 1984     | ロッテ   | 51    | 20    | 14    | 1     | 2        | 27    | 13    | 6        | 0           | .675  | 1132  | 284.2    | 228      | 18          | 68       | 1     | 14       | 223      | 3     | 0        | 91    | 76       | 2.40     | 1.04    |
| 1985     | ロッテ   | 42    | 17    | 14    | 4     | 3        | 20    | 9     | 8        | 0           | .690  | 865   | 225.0    | 170      | 7           | 41       | 2     | 8        | 161      | 4     | 1        | 60    | 48       | 1.92     | 0.94    |
| 1986     | ロッテ   | 39    | 21    | 17    | 4     | 4        | 19    | 14    | 2        | 0           | .576  | 1039  | 267.0    | 204      | 7           | 55       | 5     | 6        | 208      | 3     | 0        | 60    | 46       | 1.55     | 0.97    |
| 1987     | ロッテ   | 32    | 22    | 15    | 4     | 1        | 14    | 12    | 2        | 0           | .538  | 920   | 224.0    | 218      | 6           | 61       | 2     | 7        | 163      | 3     | 0        | 80    | 70       | 2.81     | 1.25    |
| 1988     | ロッテ   | 16    | 4     | 3     | 1     | 0        | 7     | 3     | 3        | 0           | .700  | 349   | 83.1     | 77       | 4           | 24       | 3     | 1        | 83       | 1     | 1        | 24    | 19       | 2.05     | 1.21    |
| 1989     | ロッテ   | 8     | 4     | 0     | 0     | 0        | 1     | 2     | 0        | 0           | .333  | 138   | 30.0     | 36       | 2           | 18       | 0     | 1        | 9        | 1     | 0        | 12    | 7        | 2.10     | 1.80    |
| 1990     | ロッテ   | 22    | 15    | 2     | 0     | 0        | 6     | 5     | 1        | 0           | .545  | 424   | 92.0     | 113      | 9           | 54       | 0     | 2        | 24       | 2     | 0        | 62    | 54       | 5.28     | 1.82    |
| KBO：8年 | KBO：8年 | 248   | 124   | 81    | 15    | 12       | 103   | 74    | 26       | 0           | .582  | 5730  | 1414.2   | 1248     | 70          | 372      | 15    | 47       | 1019     | 20    | 2        | 478   | 387      | 2.46     | 1.15    |

- 太字はリーグ最高

### タイトル・表彰
- 最多勝利：1回（1984年）

ロッテ・ジャイアンツの永久欠番である崔東原の背番号11

- 最多奪三振：2回（1984年、1987年）
- MVP：1回（1984年）
- ゴールデングラブ賞：1回（1984年）
- ロッテ・ジャイアンツ永久欠番（背番号11、2011年9月に制定）

### 背番号
- 11（1983年 - 1990年）
- 75（2001年、2005年 - 2008年）